# André-Félix Aude
Pour les articles homonymes, voir Aude.
André-Félix Aude, né le 25 mars 1867 dans le 2e arrondissement de Paris et mort en février 1945 à Pouligny-Saint-Pierre, est un diplomate français. On a de lui quelques ouvrages sur le Berry et de généalogie.

## Biographie
Félix André est le fils de Ernest Elzéar Aude, attaché au ministère de l'intérieur, et de Marie Victorine Hourdequin. Il épouse en mai 1893, Marie-Thérèse (Paris, 1868 † 1937), fille de Paul Durand-Ruel. Parmi les témoins au mariage célébré dans le
8e arrondissement de Paris sont présents Edgar Degas et Pierre Puvis de Chavannes.

## Publications
- Vie publique et privée d'André de Béthoulat, comte de La Vauguyon, ambassadeur de France (1630-1693), 1921. Prix Thérouanne (1922)
- Monographie de Pouligny-Saint-Pierre, 1925.
- Bénavent en Berry et son prieuré (1174-1899).
- Un ancien d'Azay-le-Ferron, Michel Jeune (1771-1852), Paris, Charles Bosse, 1931.